# Søre Høgeholmen
Søre Høgeholmen, est une île norvégienne du comté de Hordaland appartenant administrativement à Bømlo.

## Description
Rocheuse et couverte d'arbres, à fleur d'eau, elle s'étend sur environ 160 m de longueur pour une largeur approximative de 60 m.